# 山本千尋
山本 千尋（やまもと ちひろ、1996年8月29日 - ）は、日本の女優、元武術太極拳選手。
兵庫県神戸市東灘区出身。スターダストプロモーション所属。
中国武術を3歳から習い、武術太極拳選手として世界ジュニア武術選手権大会で金メダルを2度獲得した後、女優へ転身。「新世代アクション女優」として注目を集める。

## 来歴

### 武術太極拳選手として
香港のアクション映画、カンフーが好きな母の影響で、姉について3歳の頃から家の近くにあった中国武術の稽古場に通い始める。小学生になって本格的に競技スポーツである「武術太極拳」の練習を開始し、週6日練習に通うほどのめり込む。
小学6年生だった2008年12月にインドネシア・バリ島で開催された第2回世界ジュニア武術選手権大会で金メダル1、銀メダル1を獲得。
2010年から2012年にかけてJOCジュニアオリンピックカップ武術太極拳大会で長拳、剣術、槍術の3種目で3連覇を果たした。
芦屋学園高等学校普通科アスリートコース1年に在学中の2012年9月にマカオで開かれた第4回世界ジュニア武術選手権大会で金メダル1枚と銀メダル2枚を獲得し、2度目の世界一に輝いた。同大会を区切りに競技生活に終止符を打つ。

### 女優として
日本テレビ系『スター☆ドラフト会議』へのスター候補生としての出演を機にアクション女優への転身を勧められるようになり、マイナースポーツである「武術太極拳」を広めたいとの思いや幼い頃からのジャッキー・チェンやジェット・リーへの憧れから、女優を目指すようになる。
2013年8月の舞台『時空警察ヴェッカー1983』で女優としてデビュー。翌2014年6月公開の『太秦ライムライト』で映画に初出演しヒロイン役を演じて、2015年の第3回ジャパンアクションアワードでベストアクション女優賞を受賞した。
ハリウッドのアクション映画女優への憧れに加えて、2014年11月の『太秦ライムライト』プレミア上映でロサンゼルスを訪れたことで「ハリウッドに行きたい」という思いが強まり、高校卒業後の2015年にアメリカへ留学。ロサンゼルスのアクティングスクールにて演技を学ぶ。
2015年末に帰国し、直後に出演した「『キングダム』連載10周年実写特別動画」（2016年4月公開）で羌瘣役を演じて、美しき女剣士の剣舞姿が話題を呼ぶ。映画『仮面ライダー平成ジェネレーションズ Dr.パックマン対エグゼイド&ゴーストwithレジェンドライダー』（2016年12月公開）やテレビドラマ『ウルトラマンジード』（2017年）に出演し、特撮作品にも進出する。
2017年2月末でクイーンズアベニューを退所し、2017年9月からスターダストプロモーションに所属。
2018年5月には土曜時代ドラマ『そろばん侍 風の市兵衛』で念願の時代劇ドラマに初出演。
2019年4月には『特捜9スペシャル』にゲスト出演し憧れの刑事ドラマに初挑戦。
2019年5月公開の『チア男子!!』ではアクションのない文化系学生役を演じる。
2019年10月より配信された特撮アクション時代劇『BLACKFOX: Age of the Ninja』で初主演を務める。
2022年7月公開の日本映画『キングダム2 遥かなる大地へ』に羌象役で出演。2016年の「『キングダム』連載10周年実写特別動画」では羌瘣を演じたが、本作では羌瘣が実の姉のように慕う役柄を演じる。
2022年、『鎌倉殿の13人』でNHK大河ドラマ初出演。

## 人物
- 身長155cm、体重43.5kg。
- 姉が1人いる[33]。
- 特技は中国武術、アクション、殺陣、英会話[2]。
- 趣味は映画鑑賞、サイクリング、スポーツ[2]。
- 2022年1月に日本ボクシングコミッションC級ボクサーライセンスを取得した[34]。
- アクションの心得は「心のコミュニケーション」としている[35]。

## 受賞歴
- 第3回（2015年）ジャパンアクションアワード ベストアクション女優賞（『太秦ライムライト』）

## 主な戦績
全て女子の部。A, B, C は、年齢別によるクラス分け。
| 年     | 大会名                                            | 結果                                                                  |
| ------ | ------------------------------------------------- | --------------------------------------------------------------------- |
| 2008年 | 第2回世界ジュニア武術選手権大会                   | 槍術C 金メダル 長拳C 銀メダル                                         |
| 2010年 | 第18回JOCジュニアオリンピックカップ武術太極拳大会 | 長拳B 優勝 長拳B短器械（剣術）優勝 長拳B長器械（槍術）優勝 最優秀選手 |
| 2011年 | 第19回JOCジュニアオリンピックカップ武術太極拳大会 | 長拳B 優勝 長拳B短器械（剣術）優勝 長拳B長器械（槍術）優勝            |
| 2012年 | 第20回JOCジュニアオリンピックカップ武術太極拳大会 | 長拳A 優勝 長拳A短器械（剣術）優勝 長拳A長器械（槍術）優勝            |
| 2012年 | 第4回世界ジュニア武術選手権大会                   | 槍術A 金メダル 剣術A 銀メダル 長拳A 銀メダル                          |

## 出演

### 舞台
- 時空警察ヴェッカー1983（2013年8月14日 - 18日、笹塚ファクトリー） - サポートドロイド ナイン 役
- 新選組オブ・ザ・デッド（2015年5月2日 - 4日 大阪公演、5月13日 - 18日 東京公演） - ヒロイン・火藤純 役
- INSPIRE 陰陽師（2020年12月31日 - 2021年1月6日、日生劇場） - 河瀬景子 役[37]
- 音楽劇「GREAT PRETENDER」（2021年7月4日 - 25日、東京公演、8月4日 - 8日、大阪公演） - アビゲイル・ジョーンズ 役
- 2023年 劇団☆新感線43周年興行・秋公演 いのうえ歌舞伎「天號星」東京：2023年9月14日 - 10月21日 THEATER MILANO-Za 大阪： 11月1日 - 20日 COOL JAPAN PARK OSAKA WWホール 早風（はやかぜ）の いぶき 役
- 劇団5454 2025年初夏企画公演「カタロゴス〜『玉』/『石』についての短編集〜」（2025年5月27日 - 6月1日〈予定〉、シアター711）[38]

### 映画
- 太秦ライムライト（2014年6月14日、ティ・ジョイ） - ヒロイン・伊賀さつき 役
- 新選組オブ・ザ・デッド（2015年4月11日、クロックワークス） - ヒロイン・火藤純 役
- 時代劇は死なず ちゃんばら美学考（2015年12月3日、KATSU-do） - ヒロイン
- 仮面ライダー平成ジェネレーションズ Dr.パックマン対エグゼイド&ゴーストwithレジェンドライダー（2016年12月10日、東映） - 武田上葉[39] / ギリルバグスター 役
- BRAVE STORM ブレイブストーム（2017年11月10日、プレシディオ） - 春日はるか 役
- 劇場版 ウルトラマンジード つなぐぜ! 願い!!（2018年3月10日、松竹メディア事業部） - 鳥羽ライハ 役[40]
- 多十郎殉愛記（2019年4月12日、東映/よしもとクリエイティブ・エージェンシー） - 春 役
- チア男子!!（2019年5月10日、バンダイナムコアーツ/ポニーキャニオン） - 小久保萌 役[29][41]
- 下忍 青い影（2019年11月15日、AMGエンタテインメント） - リン 役[42]
- キングダム2 遥かなる大地へ（2022年7月15日公開、東宝） - 羌象 役[31]
- 赤羽骨子のボディガード（2024年8月2日公開、松竹） - 日暮弥美姫 役[43]
- アンダーニンジャ（2025年1月24日、東宝） - 山田美月 役[44]

### ショートムービー
- 『キングダム』連載10周年実写特別動画（2016年4月17日公開、週刊ヤングジャンプ） - 羌瘣 役[23]

### テレビドラマ
- 手裏剣戦隊ニンニンジャー 忍びの29・30（2015年9月13・20日、テレビ朝日） - 高坂キキョウ 役[45]
- ウルトラマンジード（2017年7月8日 - 12月23日、テレビ東京） - 鳥羽ライハ 役
- そろばん侍 風の市兵衛（2018年5月 - 7月、NHK総合） - 青 役[25][26][27]
- 特捜9 スペシャル「特捜班最後の事件」（2019年4月7日、テレビ朝日） - 石田美里 役[28]
- 着飾る恋には理由があって 第4話 - 最終話（2021年5月11日 - 6月22日、TBS） - 福本葉菜 役
- 封刃師 第7話 - 最終話（2022年2月26日 - 3月13日、ABC・テレビ朝日） - 封刃師・御厨伊吹 役
- 未来への10カウント 第3話 - 最終話（2022年4月28日 - 6月9日、テレビ朝日） - 奥村紗耶 役[46]
- 大河ドラマ 鎌倉殿の13人 第29回 - 最終回（2022年7月31日 - 12月18日、NHK） - トウ 役[47][32][48]
- テッパチ! 第5話（2022年8月3日、フジテレビ） - 森下瑠理香 役[49]
- なにわの晩さん! 美味しい美味しい走り飯 第2話（2023年4月9日、朝日放送テレビ） - 鹿野麻美 役[50]
- 正義の天秤 Season2 第2話（2023年5月13日、NHK総合） - 細川未央 役
- 埼玉のホスト（2023年7月26日 - 9月20日、TBS） - 主演・荒牧ゆりか 役[51]
- 新空港占拠（2024年1月13日 - 3月16日、日本テレビ） - 羊 / 浜松詩 役[52][53]
- はぐれ鴉（2025年7月22日、テレビ大分） - ヒロイン・英里 役[54][55]

### ラジオドラマ
- FMシアター「マサマサ」（2024年9月28日、NHK-FM） - 主演・谷那月 役

### 吹き替え

#### アニメ
- バブル バス ベイ 第29話 - （2024年2月17日 - 、キッズステーション） - スリック 役

### テレビ
ドキュメンタリー
- UZUMASAの火花 〜映画村、京都・太秦に異国の風吹く〜（2014年1月9日、BSプレミアム）

### ゲーム
- Blade Strangers（2018年） - カーリー 役
- クリスタルクライシス（2019年） - カーリー 役
- デスカムトゥルー（2020年） - クルシマネネ 役

### ネット配信
- ZVP（座頭市 vs プレデター）（2017年12月9日配信 YouTube / ブラスト制作 ファンムービー） - 姫役
- BLACKFOX: Age of the Ninja（2019年10月5日配信、時代劇専門チャンネル / 東映） - 主演・石動律花 役[9][10][30]
- 誰かが、見ている（2020年9月18日配信、Amazonプライム・ビデオ） - 粕谷あかね 役[56]
- 主夫メゾン（2021年2月26日 ‐ 、TELASA）- 牧田莉央 役[57]
- EXTREME ACTION（2021年8月26日 - 10月15日、LINE NEWS VISION） - 主演・ユウナ 役
- 嘘喰い -鞍馬蘭子篇/梶隆臣篇-（2022年2月11日配信、dTV）[58]
- 結婚してとうるさくて（2022年配信、ABEMA） - 白石梨沙子役[59]
- 今際の国のアリス シーズン2（2022年12月配信、Netflix） - スペードのクイーン/リサ 役[60]
- ABEMA ボクシングチャンネル（2023年1月28日 - 、ABEMA） - ゲスト解説[61]

### CM
- アーバンリサーチ URBAN RESEARCH ONLINE STORE クリアランスセール（2013年7月）[62]
- Yahoo!携帯ショップ「超・告白」篇（2015年）
- ジャパンネット銀行「カンフーレストラン」篇（2016年）
- Google Play Japan 「Google Play：ベストオブ2017 ゲーム篇」（2017年12月）
- スクウェア・エニックス ディシディア ファイナルファンタジー オペラオムニア 「やるなら今篇」（2018年11月）
- ABCマート 「NIKE LEGEND REACT」（2019年4月）

### 玩具
- ウルトラマンジード ウルトラレプリカ ジードライザー（2024年10月）